# Punta de la Gessera
La Punta de la Gessera és una muntanya de 413 metres que es troba al municipi de Caseres, a la comarca de la Terra Alta.